# 墨西哥臨時政府

墨西哥的州屬

墨西哥臨時政府，是墨西哥歷史上的一個政府，名為最高行政權力（西班牙語：Supremo Poder Ejecutivo），並於1823年至1824年期間以行政部門的形式管治墨西哥，正正在阿古斯汀一世統治下的墨西哥第一帝國滅亡之後。墨西哥臨時政府為一過渡政府，它的存在主要為涵接墨西哥第一帝國的帝制及墨西哥合眾國的聯邦制。作為過渡政府，墨西哥臨時政府選擇了成為君主立憲政體。墨西哥臨時政府成立於1823年4月1日並取締墨西哥第一帝國，並於1824年10月10日正式宣布成為合眾國。

## 临时政府成员
| 政府首脑 | 政府首脑                   | 就任日期      | 离任日期       | 注释     |
| -------- | -------------------------- | ------------- | -------------- | -------- |
|          | 尼古拉斯·布拉沃            | 1823年3月31日 | 1824年10月10日 |          |
|          | 瓜达卢佩·维多利亚          | 1823年3月31日 | 1824年10月10日 |          |
|          | 佩德罗·塞莱斯蒂诺·内格雷特 | 1823年3月31日 | 1824年10月10日 |          |
|          | 何塞·马里亚诺·米切莱纳     | 1823年4月1日  | 1824年10月10日 | 替补成员 |
|          | 米格尔·多明格斯            | 1823年4月1日  | 1824年10月10日 | 替补成员 |
|          | 比森特·格雷罗              | 1823年4月1日  | 1824年10月10日 | 替补成员 |